# Войцик, Ада Игнатьевна
Ада Игнатьевна Войцик (19 июля (1 августа) 1905, Москва — 2 сентября 1982, там же) — советская актриса, заслуженная артистка РСФСР (1935).

## Биография
Родилась 19 июля (1 августа) 1905 года в Москве.
В 1923 году окончила школу II ступени и поступила на актёрский факультет Государственного техникума кинематографии (ныне ВГИК), который окончила в 1927 году.
В кино снималась с 1925 года. В 1934 году Ада Войцик вошла в штат киностудии «Мосфильм». Всех своих героинь Войцик наделяла точным психологическим рисунком, тонким лиризмом.
Вышла замуж за режиссёра Ивана Пырьева, в их браке родился сын — Эрик Пырьев (1931—1970), впоследствии также ставший режиссёром.
В 1941 году, вместе со студией, была эвакуирована в Алма-Ату.
По возвращении в Москву в 1943 году, Ада Игнатьевна стала актрисой Театра-студии киноактёра, где работала до ухода на пенсию в 1961 году.
В последние годы своей жизни Ада Войцик в кино не снималась.
Ада Войцик пережила смерть своего сына и смерть Ивана Пырьева. Она умерла 2 сентября 1982 года в Москве в возрасте 77 лет, похоронена на Хованском кладбище, участок 201А.

## Фильмография
1. 1925 — Будьте, как мы — физкультурница
2. 1925 — Ценою тысяч — Анна
3. 1926 — Расплата («За что?») — Лиза
4. 1927 — Булат-Батыр — Асма
5. 1927 — Равносторонний треугольник — жена
6. 1927 — Сорок первый — Марютка
7. 1928 — Дом на Трубной — Феня
8. 1928 — Кукла с миллионами — Маруся Иванова
9. 1928 — Свои и чужие
10. 1929 — Весёлая канарейка («Железный ящик») — жена Луговца
11. 1930 — Ненависть («Чёрная кровь») — Стефа
12. 1933 — Конвейер смерти («Товар площадей») — Луиза
13. 1936 — Партийный билет — Анна
14. 1938 — Семья Оппенгейм — Лизелотта
15. 1941 — Мечта — Ванда
16. 1942 — Убийцы выходят на дорогу — Марта
17. 1944 — Жила-была девочка — Мать Настеньки
18. 1944 — Иван Грозный — Елена Глинская
19. 1944 — Поединок — диверсантка
20. 1953 — Корабли штурмуют бастионы — королева Обеих Сицилий Каролина
21. 1955 — Сын — мать Васи Козлова
22. 1955 — Призвание — Мария Павловна, медсестра
23. 1956 — Дело № 306 — Некрасова
24. 1956 — Моя дочь — Лидия Аркадьевна
25. 1956 — Пути и судьбы — Мария Васильевна
26. 1956 — Разные судьбы — Мария Яковлевна Морозова, мать Феди
27. 1957 — Рождённые бурей — Ядвига Раевская
28. 1958 — Сампо — мать Лемминкяйнена
29. 1958 — Солдатское сердце — Анна Крышко
30. 1959 — Любой ценой — мать Шуры
31. 1959 — Колыбельная — Екатерина Борисовна
32. 1961 — Девять дней одного года — Мария Тихоновна Синцова
33. 1964 — Вызываем огонь на себя — тётя Варя
34. 1971 — Вся королевская рать — Литлпо